# Bataille de Smolensk (1941)
Pour les articles homonymes, voir Bataille de Smolensk.
Seconde Guerre mondiale
Batailles
Phase 1
- Brest-Litovsk
- Białystok–Minsk
- Pays baltes
- Raseiniai
- Brody
- Bessarabie et Bucovine du Nord
- Moguilev

Phase 2
- Smolensk
  - Roslavl-Novozybkov (en)
- Avance sur Léningrad

Phase 3
- Ouman
- Odessa
- 1re Kiev
- Tallinn
- Petrikovka (en)
- Ielnia
- Léningrad
- Mer d'Azov (en)

Phase 4
- 1re Kharkov
- Beowulf
- Donbass-Rostov (en)
- Briansk (en)
- 1re Crimée
  - Sébastopol
- Tikhvine
- 1re Rostov
- Gorki
- Moscou

Front de l’Est

Prémices :
- Campagne de Pologne
- Guerre d’Hiver

Guerre germano-soviétique :
- 1941 : L'invasion de l'URSS

- Opération Barbarossa

Front nord : 
- Guerre de Continuation
- Opération Silberfuchs
- Siège de Léningrad

Front central : 
- 2e bataille de Brest-Litovsk
- Bataille de Białystok–Minsk
- 1re bataille de Smolensk
- Bataille de Kiev

Front sud : 
- Siège d'Odessa
- Campagne de Crimée

- 1941-1942 : La contre-offensive soviétique

Front nord : 
- Poche de Demiansk
- Poche de Kholm

Front central : 
- Bataille de Moscou

Front sud : 
- Seconde bataille de Kharkov

- 1942-1943 : De Fall Blau à 3e Kharkov

Front nord : 
- Offensive de Siniavino
- Opération Iskra
- Bataille de Krasny Bor
- Opération Poliarnaïa Zvezda

Front central : 
- Opération Mars

Front sud : 
- Bataille du Caucase (opération Fall Blau)
- Bataille de Stalingrad
- Opération Uranus
- Opération Saturne
- Offensive d'Ostrogojsk-Rossoch
- Offensive de Voronej-Kastornoe
- Opération Gallop
- Opération Étoile
- Troisième bataille de Kharkov

- 1943-1944 : Libération de l'Ukraine et de la Biélorussie

Front central : 
- 2e bataille de Smolensk
- Opération Bagration

Front sud : 
- Bataille de Koursk
- Bataille du Dniepr
- Offensive Dniepr-Carpates
- Offensive de Crimée
- Offensive de Lvov-Sandomir

- 1944-1945 : Campagnes d'Europe centrale et d'Allemagne

Allemagne : 
- Offensive Vistule-Oder
- Offensive de Poméranie orientale
- Siège de Breslau
- Offensive de Prusse-Orientale
- Bataille de Königsberg
- Bataille de Seelow
- Bataille de Bautzen
- Bataille de Berlin
- Capitulation allemande

Front nord et Finlande : 
- Guerre de Laponie
- Offensive Leningrad-Novgorod
- Bataille de Narva

Europe orientale : 
- Opération Margarethe
- Insurrection de Varsovie
- Soulèvement national slovaque
- Opération Panzerfaust
- Bataille de Budapest
- Opération Frühlingserwachen
- Offensive de Vienne
- Insurrection de Prague
- Offensive de Prague
- Bataille de Slivice

Front d’Europe de l’Ouest

Campagnes d'Afrique, du Moyen-Orient et de Méditerranée

Bataille de l’Atlantique

Guerre du Pacifique

Guerre sino-japonaise

Théâtre américain
La bataille de Smolensk de 1941 (10 juillet – 10 septembre 1941) est le premier affrontement, sur le front de l'Est à Smolensk, entre les troupes allemandes du Groupe d'armées Centre et l'armée soviétique. Elle signale un certain redressement des Soviétiques sur la portion centrale du front de l'Est, ceux-ci parvenant à freiner pendant deux mois l'avance du groupe d'armées Centre vers Moscou, grâce à de nombreuses contre-attaques, mal coordonnées et très coûteuses, mais qui provoquent l'enlisement des Allemands, les incitant à un changement de stratégie. En cela, la résistance soviétique devant Smolensk marque l'échec de l'opération Barbarossa, l'Armée rouge n'ayant pas été anéantie sur les frontières de l'URSS, comme prévu dans le plan initial.

## Contexte
Après leur désastreuse défaite autour de Bialystok et de Minsk, lors de la première phase de l'invasion, les quatre armées du front de l'Ouest ont été en grande partie piégées par les deux encerclements successifs près de la frontière. Les Soviétiques essayent tant bien que mal de reconstituer une nouvelle ligne de défense le long du Dniepr et de la Daugava, pour couvrir la direction de Moscou. Pour garnir ces nouvelles positions, outre les restes des 3e, 4e et 13e armées, ils vont utiliser les forces de leur second échelon stratégique, à savoir les 28 divisions des 20e, 21e et 22e armées, qui se déploient entre le 28 juin et le 2 juillet. Le 5 juillet, ces forces sont rejointes par les neuf autres divisions de la 19e armée et les six de la 16e.
Côté allemand, avant même la réduction des deux poches formées à l'ouest de Minsk, les unités mobiles du groupe d'armées Centre repartent de l'avant, pour empêcher les Soviétiques de se rétablir. Pour faciliter la gestion de ces deux tâches, une réorganisation est entreprise, les deux Panzergruppen sont rassemblés au sein de la 4e Armee, qui devient la 4e Panzerarmee, toujours commandée par le maréchal Von Kluge. Cette armée laisse en arrière ses divisions d'infanterie regroupées au sein d'une nouvelle 2e armée, aux ordres de Von Weichs. Cette 2e armée va finir de liquider les forces soviétiques encerclées. La 4e Panzerarmee avance sur deux axes, le 3e Panzergruppe d'Hermann Hoth au nord, et le 2e d'Heinz Guderian, plus au sud.
Le 47e Panzerkorps progresse le long de l'autoroute reliant Minsk à Smolensk, en passant par Orcha. Il est cependant freiné par les combats retardateurs, sur la Bérézina, des éléments de la 13e armée, du 4e corps parachutiste et du 20e corps mécanisé, qui réussissent à bloquer le passage du 29 juin au 2 juillet. Plus au sud, les Allemands plus heureux atteignent le Dniepr, à Rogatchev, qu'ils tentent de franchir le 3, puis le 5 juillet. Cependant une défense énergique du 63e corps de fusiliers de la 21e armée, les repousse par deux fois. Au nord, le 3e Panzergruppe a encore plus de réussite, la 19e Panzerdivision du 57e Panzerkorps, forçant le passage de la Desna occidentale à Disna, le 3 juillet, et la 20e Panzerdivision du 39e Panzerkorps, s'emparant d'une autre tête de pont à Ulla, les 6 et 7 juillet. À partir de ces deux passages, ils ne tardent pas à désorganiser la défense de la 22e armée et avancer vers Vitebsk.
Pour contrer la menace, dès le 4, S.K. Timochenko, ordonne une contre-attaque, pour le 6, dans la région de Lepel, avec les 5e et 7e corps mécanisés (ru) et une partie de la 20e armée. Dans un premier temps, les Allemands sont repoussés d'une quarantaine de kilomètres, au 10 juillet. Mais, pendant cette journée, le 47e Panzerkorps réussit à envelopper le 5e corps mécanisé, pendant que les parachutistes allemands tiennent fermement Sianno, et finalement Timochenko doit rappeler ses troupes en mauvaise posture. La veille, les dernières forces encerclées avant Minsk s'étant rendues, le commandement allemand peut alors, de nouveau, concentrer toutes ses forces, franchir le Dniepr et avancer en direction de Smolensk.

## La prise de Smolensk
Au départ de cette nouvelle offensive, les Allemands disposent d'un très large avantage numérique. Le groupe d'armées Centre, et la 16e armée qui l'appuie au nord, ont un premier échelon de 28 divisions, dont 9 de panzer et 6 motorisées, derrière lequel arrivent 34 autres divisions et 2 brigades, libérées par la reddition des Soviétiques autour de Minsk. Face à eux, les Soviétiques alignent du nord au sud, les 22e, 19e, 20e, 13e et 21e armées, qui peuvent être appuyées par la 4e en cours de rassemblement derrière la 13e, et la 16e qui vient de se positionner à Smolensk. Le rapport de forces en faveur des Allemands est de 1,6 en hommes, 1,8 en artillerie et 4 en aviation ; seul le domaine des blindés avantage les Soviétiques, avec un rapport de 1,3.
Le but des Allemands est de préparer un futur mouvement en direction de Moscou et, pour cela, ils doivent s'emparer du pont de terre entre la Divna et le Dniepr, en détruisant le plus possible d'unités soviétiques. Le Panzergruppe de Guderian va fournir l'effort principal, en traversant le Dniepr, au sud d'Orcha, endroit où le cours du fleuve s'infléchit vers l'est, et le longer pour atteindre Smolensk et Ielnia. Ses deux Panzerkorps traversent de part et d'autre de Moguilev, où sont encerclés le 61e corps de fusiliers et le 20e mécanisé. Ces derniers résisteront quinze jours, face aux 24e et 47e Panzerkorps, avant de capituler. Derrière eux, les 20e et 45e corps de fusiliers sont aussi enveloppés, plus à l'est, mais avec l'appui des 4e et 21e armées, une partie de leurs éléments peut s'échapper derrière la Soj.
De l'autre côté du cours d'eau, Hoth va envelopper les 19e et 20e armées par le nord et les adosser à la rivière. Devant la défense encore très mal préparée des Soviétiques, ce mouvement s'effectue rapidement, Au nord, le 3e Panzergruppe avance de 150 kilomètres, prenant entre autres Polotsk, Nevel et Doukhovchtchina, bousculant la 19e armée, qui se replie à l'est de Smolensk. Pendant ce temps, plus au nord, les 16e et 9e armées allemandes ont enveloppé la 22e armée soviétique, mais les unités de celle-ci s'infiltrent et réussissent à se dégager, se rétablissant en défense sur la rivière Lovat.
Pendant ce temps, le 47e Panzerkorps exploite sa percée et, le 14 juillet, ses éléments de tête sont devant Smolensk. La ville est défendue par l'une des deux divisions de la 16e armée du général Loukine, une unité d'élite, la 152e division de fusiliers, originaire du district du Transbaïkal. Timochenko s'attend à une résistance prolongée mais, en deux jours, les fantassins de la 29e Infanterie Division (mot.), appuyés par la 17e Panzerdivision, vont la repousser hors de la ville. La chute de l'agglomération est un revers sérieux pour les Soviétiques, elle ouvre la route de Moscou et laisse la 20e armée presque encerclée au nord de la ville.

## Réaction soviétique
Dès le 13 juillet 1941, l'Armée rouge lance la contre-attaque, la 21e armée franchissant le Dniepr au sud de Rogatchev, pour essayer d'envelopper le 2e Panzergruppe, par son flanc sud. L'attaque est assez gênante pour les Allemands, et Guderian (ensuite cité sans regard critique par Paul Carell), estimera les forces attaquantes à un total de vingt divisions. En réalité, il semble que seuls deux corps de fusiliers y aient participé, le 63e, avançant de douze kilomètres et s'emparant de Rogachev, avant d'être bloqué par le 53e Armeekorps, à son sud, le 67e corps voyant une de ses divisions, la 232e, parvenir sur la Bérézina, à quatre-vingt kilomètres de ses positions initiales.

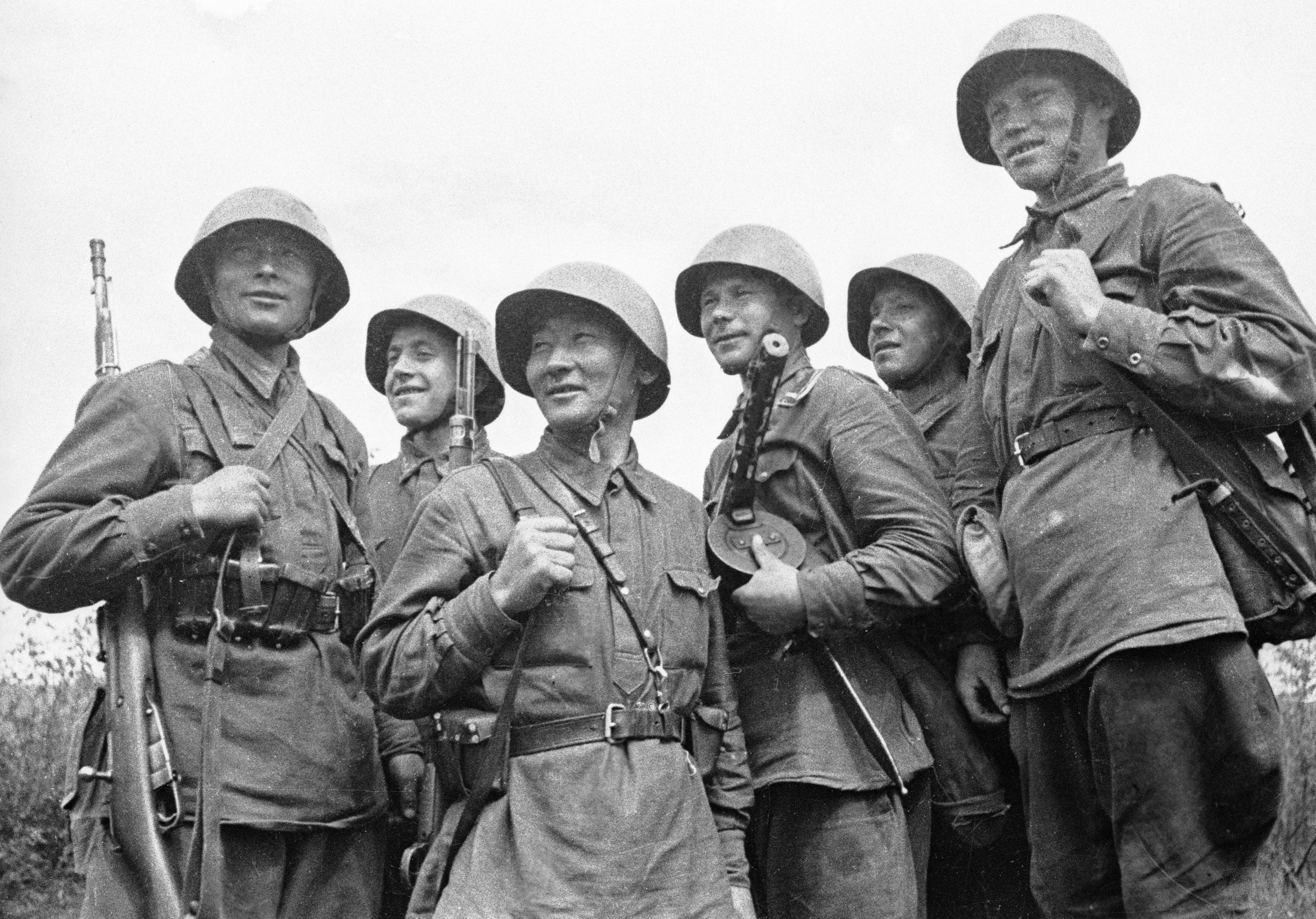
Soldats russes
Photo Pyotr Bernstein (1941)

En face de Smolensk, la Stavka a commencé la création d'un nouveau front de réserve, composé de six armées nouvelles, les 24e, 28e, 29e, 30e, 31e et 32e, regroupant environ 35 divisions. Le 20 juillet, Staline donne l'ordre à Timochenko d'utiliser cette réserve pour contre-attaquer massivement. Devant l'urgence, ces unités, en cours d'organisation, sont jetées dans la bataille, sans attendre. Elles forment cinq groupes de choc et vont alors attaquer, de façon convergente, jusqu'au 25 juillet, le cercle qui emprisonne les 16e et 20e armées. Dans Smolensk même, la 16e armée parvient à reprendre du terrain, en particulier dans les faubourgs nord. Cette stratégie, bien que très coûteuse, va néanmoins porter ses fruits, l'offensive allemande piétine. Hoth lance alors ses 7e et 20e Panzerdivision, et parachève l'encerclement des 16e et 20e armées, soit une dizaine de divisions. Cependant, l'intervention du détachement d'armée, commandé par Rokossovski, qui emploie des chars lourds KV-1, permet de rouvrir un corridor et une partie des troupes piégées parvient à s'échapper. La fin du mois de juillet voit un certain équilibre s'instaurer, aucune des deux armées n'arrivant plus à avancer.

## Hésitations allemandes
Pendant que les troupes allemandes combattent autour de Smolensk, l'indécision règne au sein des états-majors. La bataille en cours a démontré la faillite du plan initial, l'opération Barbarossa, dans lequel les armées soviétiques auraient dû être détruites à l'ouest du Dniepr. Les faits montrent que c'est loin d'être le cas, les Allemands ont surtout sous-estimé la capacité de récupération de l'Armée rouge, qui crée de nouvelles unités à un rythme bien plus élevé que prévu. Barbarossa n'ayant pas prévu la suite des opérations, après la bataille sur les frontières, à part une vague limite d'arrêt de la progression sur la Volga, la Wehrmacht se retrouve donc sans plan défini, à ce moment précis, et hésite sur la conduite à tenir. Ses unités, au combat depuis six semaines consécutives, ont besoin d'une pause avant d'attaquer à nouveau vers Moscou. Les blindés, en particulier, ont souffert sur les routes non goudronnées de Biélorussie ; de nombreux chars ont besoin d'être réparés, l'infanterie, elle, a du mal à suivre et doit être regroupée. Un autre problème, qui empêche la poursuite vers l'est, est la position dangereusement avancée du groupe d'armées Centre, en particulier vis-à-vis du groupe d'armées Sud, qui est encore bloqué devant Kiev, ce qui l'expose à une attaque sur son flanc sud.
Le 23 juillet, la directive no 33 d'Hitler va remettre en question, totalement, les objectifs poursuivis à l'Est. Hitler y décide d'utiliser les deux Panzergruppen du groupe d'armées Centre, en appui des deux autres groupes d'armées, pour faciliter la capture de Léningrad, au nord, et de Kiev, au sud. Les contre-attaques soviétiques vont vite rendre caduque cette directive, surtout pour le Panzergruppe 3 de Hoth, qui doit intervenir pour empêcher la reprise de Smolensk par les Soviétiques, à partir du 27 juillet. Par contre, l'idée d'une attaque de Guderian vers le sud est maintenue. L'attaque du Panzergruppe 2, renommé pour l'occasion Armeegruppe Guderian, est lancée le 1er août, en direction de Roslavl. La 28e armée soviétique est rapidement repoussée, et quatre de ses divisions sont encerclées au nord de la ville, qui est capturée le 8 août. La 43e armée soviétique intervient alors et arrive à enrayer la progression allemande, au prix de lourdes pertes. Pendant ce temps, la 2e armée de Von Weichs attaque vers Gomel, plus à l'ouest, passant le Dniepr le 12 août, plus au sud, à Jlobin, face aux 13e et 50e armées soviétiques (ru). Face à la poussée allemande, la défense soviétique se désagrège et les deux armées se replient vers Briansk, où elles sont réorganisées, le 14 août, au sein d'un nouveau front, celui de Briansk, confié au général Andrey Yeremenko.

## La directiveno34
La situation allemande est grandement améliorée par le mouvement de Guderian vers le sud. La prise de l'important nœud ferroviaire de Roslav permet d'envisager une reprise du mouvement vers Moscou à brève échéance. Au nord, les troupes de Hoth, coordonnant leur action avec celle de l'aile droite de Von Leeb, ont encerclé la 22e armée soviétique et repoussé la 29e, consolidant la position entre le Dniepr et la Daugava. Les progrès de Von Rundstedt menacent la 5e armée soviétique d'encerclement dans les marais du Pripet, à court terme. Brauchitsch formalise alors un nouveau plan, le 18 août, pour le groupe d'armées Centre, qui doit regrouper ses forces et attaquer plein est, vers la capitale soviétique. Mais, le 21 août, Hitler va donner tort au chef de la Wehrmacht. Dans sa directive no 34, il réaffirme que, selon lui, les buts de guerre pour l'année 1941, à l'Est, sont la prise de Léningrad et celle de l'Ukraine, et non celle de Moscou. Il ordonne d'utiliser une partie des unités du groupe d'armées Centre, avec le Panzergruppe de Von Kleist, pour couper la retraite aux forces de Boudienny, qui défendent Kiev. Pendant cette opération, dans la direction de Moscou, le groupe d'armées Centre doit rester dans une posture défensive.
Les forces de Guderian vont donc continuer d'attaquer vers le Sud. Les Soviétiques, surpris par la direction de l'attaque sur le front de Briansk, vont tenter de s'opposer à ce mouvement mais, au départ, avec des forces insuffisantes, car ils cherchent surtout à protéger Briansk, ce qui permettrait un débordement du front Ouest, par le Sud. L'Armeegruppe Guderian a franchi la rivière Unega, le 20 août, repoussant le 45e corps de fusiliers qui tentait d'empêcher son passage. Le 25, Guderian lance deux Panzerkorps plein sud, Brauchitsch lui ayant interdit d'utiliser le 46e Panzerkorps dans ce mouvement, pour le recompléter en vue d'une future attaque en direction de Moscou. Les Soviétiques tentent de se rétablir sur le cours de la Desna. La tête de pont, établie par la 10e Infanterie Division, est soumise à une contre-attaque massive, qui rejette les troupes allemandes sur l'autre rive.
Seule l'arrivée de la division SS Das Reich et de la 4e Panzerdivision permet de rétablir la situation. Les pluies nombreuses transforment les routes en bourbiers, gênant la progression allemande, mais la chance va sourire à Guderian. La découverte du plan des positions soviétiques, dans un avion abattu, va lui révéler l'existence d'un espace entre les 13e et 21e armées, où il va engager la 3e Panzerdivision, qui atteint Konotop le 7 septembre, débordant la défense sur la Desna. De cette ville, les Allemands vont s'élancer à la rencontre du Panzergruppe 1, de von Kleist qui, lui, a franchi le Dniepr à Tcherkassy. Lorsque ces deux pointes blindées allemandes vont se rejoindre, elles vont créer un gigantesque encerclement, où huit cent mille soldats soviétiques sont enfermés.

## Dernières contre-offensives soviétiques
Pendant ce temps, les nombreuses forces soviétiques au nord et à l'est de Smolensk vont tenter deux grandes opérations offensives, une vers Dukhovshina, la seconde contre le saillant d'Ielnia. La première, qui implique les 16e, 19e, 20e et 30e armées, échoue dans son objectif de reprendre Smolensk mais empêchera la Panzergruppe 3 de remonter au nord, pour favoriser l'avance allemande vers Léningrad. La seconde sera le plus grand succès soviétique depuis le début de la guerre : l'attaque lancée le 30 août par les huit divisions de la 24e armée du général Rakoutine, menaçant les six divisions allemandes d'encerclement, obligera ces dernières à évacuer le saillant à partir du 3 septembre, malgré l'intervention de quatre autres divisions de renfort. L'offensive culmine avec la prise de Ielnia, le 6 septembre, et dure jusqu'au 8 ; elle coûte aux Allemands 45 000 hommes, tués, blessés ou capturés. Cette bataille, montrant que l'envahisseur peut être battu et repoussé, sera montrée par Staline en exemple et, pour l'occasion, celui-ci recrée le titre honorifique d'unité de la Garde, décerné aux unités s'étant distinguées lors d'opérations offensives. Quatre divisions de fusiliers, engagées à Ielnia, les 100e (ru), 127e, 153e et 161e, deviennent les premières unités de la Garde.

## Bilan et conséquences de l'affrontement
Le bilan humain des batailles autour de Smolensk, durant l'été 1941, est difficile à établir, les chiffres divergeant beaucoup entre les deux protagonistes. Les Soviétiques admettent avoir perdu quarante-cinq mille hommes, tués et blessés, mais se gardent bien de fournir un chiffre pour les disparus, qui comprend en outre les prisonniers faits par les Allemands. De leur côté, ceux-ci affirment avoir capturé pas moins de trois cent dix mille combattants soviétiques.
La durée de la bataille et la dureté des combats privent les Allemands de six précieuses semaines d’initiative stratégique qui seront mises à contribution par les Soviétiques pour renforcer la défense de Moscou.